# Arubaanse Mixed Hockey Club
De Arubaanse Mixed Hockey Club (AMHC) is de enige hockeyclub op Aruba.
De club is opgericht in oktober 1972 en speelde tot 1986 onder de Nederlands Antilliaanse Hockeybond (NAHA). Sindsdien speelt de club een onderlinge competitie. Er wordt gespeeld in het stadion Guillermo Prospero Trinidad in Dakota, Oranjestad.
De club neemt jaarlijks deel aan toernooien in het Caribisch gebied en /of organiseert een eigen toernooi. De clubkleuren zijn groen en wit en een palmboom, waarvan de stam een hockeystick is met een bal, siert het clublogo.
Aruba heeft geen eigen hockeybond en daardoor ook geen vertegenwoordigende elftallen. AMHC is geheel zelfstandig en organiseert alles wat met hockey te maken heeft op Aruba.